# Bazaar van Tabriz
De Bazaar van Tabriz is een van de oudste en grootste bazaars van het Midden-Oosten. De bazaar is gelegen in het centrum van de stad Tabriz in het noordwesten van Iran.
De oppervlakte van de bazaar is bijna drie vierkante kilometer en daarmee is het de grootste bazaar van Iran. Het is tevens een van de grootste bouwwerken ter wereld. In 2010 werd de Bazaar van Tabriz tijdens de 34e sessie van de Commissie voor het Werelderfgoed op de werelderfgoedlijst geplaatst.
Nabij de bazaar bevindt zich de Vrijdagmoskee van Tabriz.
Chogha Zanbil · Persepolis · Plein van de Emam · Takht-e Soleyman · Pasargadae · Bam en zijn cultuurlandschap · Soltaniyeh · Behistuninscriptie · Armeense kloosterensembles in Iran · Historisch hydraulisch systeem van Shushtar · Khānegāh en heiligdom van sjeik Safi al-Din · Bazaar van Tabriz · Perzische tuin · Vrijdagmoskee van Isfahan · Gonbad-e Qabus · Golestanpaleis · Shahr-i Sokhta · Susa · Cultuurlandschap van Meymand · Het Perzisch qanat · Dasht-e Lut · Historische stad Yazd · Archeologisch landschap van de Sassaniden in de Farsstreek · Hyrcaanse bossen · Trans-Iraanse Spoorlijn · Cultuurlandschap van Hawraman/Uramanat  · Hegmataneh